# 信州新町町営バス
信州新町町営バス（しんしゅうしんまち ちょうえいバス）は、長野県上水内郡信州新町がかつて運行していたコミュニティバス（廃止代替バス）である。ひじり観光タクシーへ運行を委託していた。2010年（平成22年）の合併に伴い、すべての路線が長野市営バスへ移管された。
本項では、信州新町が運行していた福祉バスとスクールバス（混乗可能）についても記述する。

## 概要
かつては川中島バスの路線が町内を走っていたが、同社の経営再建に伴い、補助金対象とならない路線が整理されることとなった。このため、当町内における一部の路線は廃止され、自治体による廃止代替バスへと移行することとなった。

## 沿革
- 1985年（昭和60年）10月1日 - 信州新町営バス運行開始。
- 2001年（平成13年）4月1日 - 町営バス、スクールバスを全面委託へと切り替え。
- 2005年（平成17年） - 生坂村営バスとの相互乗入を中止。
- 2006年（平成18年）10月1日 - 山清路線を古坂折り返しに変更。
- 2007年（平成19年）10月1日 - 山清路線を廃止。福祉バス東部線を枌ノ木線に統合。コミュニティバス運賃を一律200円に改定。
- 2010年（平成22年）1月1日 - 長野市との合併に伴い、長野市営バスとなる。

### 運賃
- コミュニティバス、スクールバス混乗、福祉バスともに、一律200円。
  - 2007年（平成19年）9月30日までコミュニティバスについては対距離運賃を採用しており、回数券や、福祉利用者（65歳以上など種々の条件を満たしたもの）に対して1枚200円の福祉乗車券が販売されていた。一律運賃の導入に伴い回数券・福祉乗車券の販売は中止され、使用も2008年（平成20年）3月31日を以て停止された。

## 路線
いずれも長野市との合併時点。
宇内坂線・高府線・枌ノ木線・信級線・左右線・水内線、およびスクールバス南部線・一倉田和線の最終便については、予約が必要な停留所が多く、予約のない場合は、途中折り返し運行となる。

### コミュニティバス
- 宇内坂線
- 高府線
  - 県道信濃信州新線における道路改良工事の影響で、越道上折り返しを行っており、小川村方面へ入っていない。
- 枌の木線
- 信級線
- 左右線
- 水内線
  - 町道水篠橋寺尾線の通行止めに伴い、当分の間、矢ノ尻経由の二丁田折り返しとなっている。このため、美術館前 - 地場産センター間は経由していない。

### スクールバス
スクールバスであるため、学校休校日などに合わせた運行となっている。
- 越道線
- 平線
  - 町道水篠橋寺尾線の通行止のため、当分の間地場産センターで折り返し。
- 細尾線
- 一倉田和線
- 牧内線・塩本線
- 南部線

### 福祉バス

#### 利用資格
福祉バスは、以下の条件を満たす信州新町民のみ利用できる。
1. 65歳以上の人と特に必要と認められる同伴する介護者
2. 身体障害者手帳の交付を受けた者及び同伴する介護者
3. 療育手帳の交付を受けた者及び同伴する介護者
4. 障害年金受給者及び同伴する介護者
5. 特別児童扶養手当支給対象児童及び同伴する介護者
6. 母子家庭の母子及び父子家庭の父子
7. 精神障害者保健福祉手帳の交付を受けた者及び同伴する介護者
8. 前各号に掲げる者の他、特に町長が認めた者

#### 路線
- 越道線（月曜日運行）
- 水内線 - 町道通行止めのため運休中であった。
- 西部線（火曜日運行）
- 津和竹房線（水曜日運行）
- 信級線（木曜日運行）
- 南部線（木曜日運行）
- 牧郷線（金曜日運行）